# Basharmal Sultani
Basharmal Sultani (28 de janeiro de 1985) é um atleta olímpico afegão, que competiu no boxe nos Jogos Olímpicos de 2004 realizados em Atenas, Grécia. Foi convidado a participar pelo Comitê Olímpico Internacional.